# Cercyonis alope
Cercyonis alope är en fjärilsart som beskrevs av Fabricius 1793. Cercyonis alope ingår i släktet Cercyonis och familjen praktfjärilar. Inga underarter finns listade i Catalogue of Life.